# Beep Media Player
Beep Media Player (BMP) とは、XMMSをベースにGTK+2に対応させたメディアプレーヤーである。そのためXMMSのスキンをそのまま使うことができる。開発は終了し、フォーク（派生物）としてAudaciousやBMPxが開発されている。